# Тампет (танец)

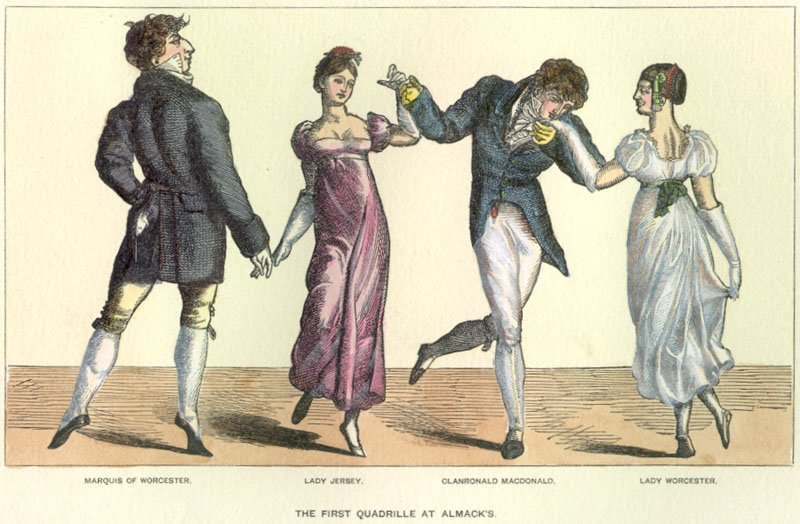
Рисунок: Первая кадриль при английском Дворе, 1808 год.
Фигура из двух пар немного напоминает танцующих тампет.

Тампе́т (от фр. La Tempête «буря») — старинный французский групповой бальный танец, возникший в начале XIX-го века на основе английского контрданса или его французского двойника — кадрили. Музыкальный размер 2/4, темп умеренно быстрый или «подвижный» .
Как и в кадрили, в тампете группу танцующих образуют строго четыре пары, количество групп ограничено лишь размерами зала; движения в танце продуманы таким образом, что партнёрами или хотя бы лицом к лицу окажутся все разнополые танцующие в зале. Особенностью танца были своеобразный шаг — «па де тампет» (фр. pas de tempête) — с лёгким притоптыванием, троекратное хлопанье в ладоши и музыкальный зачин — мощный аккорд с ферматой, во время которого пары становились в специальную начальную позицию.
Пик популярности тампета в Европе пришёлся на 1820-е — 1830-е годы. Особенно тампет полюбился в Германии, где под названием «Кольбергер Фигаро» (нем. Kohlberger — «сбор капусты» и Figaro — «парикмахер»: «капустный мастер») он сохранился до новейших времён.
Существует тампет четырёхколенный, — видимо, изначальный вариант; и тампет двухколенный, развившийся, скорее всего, из четырёхколенного.

## Танец
Живая бальная традиция исполнения тампета была утрачена где-то к концу XIX века. Любители старинных бальных танцев стараются восстановить тампет по литературным источникам и немецким народным аналогам танца, сохранившимся в Вестфалии и Тюрингии. Разучить танец, пользуясь лишь описанием, довольно сложно. Вот, к примеру, как описывал самый важный для тампета элемент, «па де тампет», танцмейстер харьковской гимназии Леонид Петровский в 1825 году:

Шаг тампетовой состоит из 2-х: 1) подскочить не свысока на правой ноге, дабы левая в боку осталась на воздухе, 2) отбить ею о пол и в подскочении опять отставить её на воздухе; таким образом выделывать обеими ногами, сколько надобность требует и тем же самым способом делать можно шаги сии стоя без подскочения.— Петровский Л., «Правила для благородных общественных танцев...», Харьков, 1825, с. 117.
Впрочем, по словам того же Петровского, «сей танец давно известный и заключающий много приятности, весьма мало и даже никакой не имеет трудности для того, кто знает уже Экоссез, Матредур, французскую Кадриль и т. п. танцы». Именно родство тампета с хорошо известными контрдансами позволяет надеяться на приближение, методом проб и ошибок, к вполне аутентичному исполнению. Сравнение источников обнаруживает два основных вида тампета — на 64 и на 48 тактов. Причём, второй появляется в более поздних источниках. Однообразия в источниках не наблюдается, что говорит об отсутствии «классического» тампета даже во времена его популярности.
Наиболее общим местом является положение партнёрши справа, расположение в линию двух пар в группе из четырёх пар лицом друг к другу, расположение групп спиной друг к другу (в колонну шеренгами по четыре), прямо-возвратные и круговые движения по счёту тактов, перемена пар местами сначала вбок, внутри своей линии, а потом вперёд, с противоположными парами, перемена линиями между соседними группами и повторение фигур заново. Относительно того, какие фигуры и шаги при этом выполняются, и в каком порядке, источники расходятся, порождая ряд более или менее сложных вариаций тампета. Вот некоторые из них:

### Вариант Л. Петровского (1825)
Кажется сей танец Англинский, судя по короткой, прерывистой музыке и шагах, отбиваемых о пол в роде матлота, кои называть будем (поелику нет другого названия) pas de tempête. — Оные шаги выделывать можно двояким способом: подвигаясь вперед и назад по надобности, подскакивая, или притопывая одною ногою, а другою выбивая. […] Из этого-то шага, le demi-contretems и pas de rigodon составляется весь сей танец; фигуры же его известны тому, кто все выше изобретенные танцовал; вообще учившейся танцам, так мало найдет около него заботы, (что можно об заклад биться), что не учась ему, а только заметив порядок, будет танцовать его с точностию. — Тампет содержит 4 колена, 1-e состоит из баланса, местного, или движущегося вперед и назад и tour de mains обеими руками; 2-е из chassées croisées; 3-е из креста, 4-е из traverssé и passé. […] Не знаю кто выдумал в выделке баланса на месте, остановясь в шагах, бить 3 раза в ладоши. Кажется такой игрушке не учит ни один учитель, а догадываюсь, что должен был учить таких, которых слух не слишком разборчив в музыкальном размере и что бы приучить их к ровному танцованию, бил им в ладоши, а может быть то же и им позволил, что прочие, не понимающие, присвоили себе, ввели в моду и распространили в других местах.— Петровский Л., «Правила для благородных общественных танцев...», Харьков, 1825, с. 117-119.

### Английский вариант (1860)
La Tempete завезли к нам из Парижа некоторое время тому назад. Танец быстро стал фаворитом и несколько сезонов был самым танцуемым в столице и в провинциях. Он объединяет воодушевление кадрили с общительностью сельских танцев; его подвижные фигуры, исполненные точно, выглядят и живо, и занимательно. […]
Первая часть. — Все пары начинают двигаться одновременно, держась за руки, дважды сходятся и расходятся. Первые пары (то есть все те, которые стоят спиной к двери) меняются местами с парами, стоящими напротив, держась за руки, пары напротив, наоборот, занимают места визави, обходя их снаружи, разняв руки. Заняв места, вторые пары соединяют руки, возвращаются, и повторяют движение уже по типу первых пар, в то время как первые пары обходят их снаружи. Первые пары, соединившись, возвращаются, вторые пары разъединяются, давая им пройти.
Дамы и кавалеры в центре каждой линии соединяют руки, давая свободную руку своим визави. Вчетвером пол-круга по часовой, пол-круга против, возвращаясь на место. В это время дамы и кавалеры снаружи линий образуют пары с визави и кружатся вместе с центральной четвёркой. Фигура выполняется одновременно.
Вторая часть. — Линии сходятся и расходятся, ещё раз сходятся, первые пары проходят сквозь вторые к следующей линии, где они повторяют все фигуры. Их предыдущие визави, достигнув двери, разворачиваются и ожидают свежую линию визави, при этом кавалеры всегда держат дам с правой руки. Полная перемена мест таким образом продолжается исполнением тех же фигур, до тех пор пока первые пары не достигнут противоположной стены, а «последние» пары — двери. После чего все разворачиваются и повторяют движение в обратную сторону, пока не займут свои исходные места. […] В одном из современных танцу сборников мы нашли чудесную вариацию в первой части:
«Все сходятся и расходятся дважды (руки соединены). Пары визави chassez croisez en double, кавалеры держатся левой руки партнёрши; восемь galop шагов (четыре); восемь шагов dechassez (четыре), Правая пара в линии проходит перед левой парой, а возвращается за её спиной. Таким образом, две пары двигаются направо, а две налево. Потом повторяют. Пары визави одновременно действуют так же. Конечно, это относится ко всем парам танцующих одновременно групп».
La Tempete танцуют на быструю музыку, в размере 2/4. Шаги подобны шагам в кадрилях, варьируемых шагом galop, когда пары меняются местами или переходят в линию другой группы.
Оригинальный текст (англ.)La Tempete was brought over to this country from Paris some years ago.  It speedily became a favourite, and for several seasons was much danced in London and the provinces.  It unites the cheerfulness of the quadrille with the sociability of the country dance; and when its lively figures are correctly performed, it is both amusing and animated. […]

First part. — All the couples begin at the same moment, by advancing and retreating twice, with joined hands.  First couples (that is, all whose backs are turned to the top of the room) cross, with hands joined, to the places of their vis-a-vis.  The latter cross at the same time, but, separating, pass outside top couples to the top, where they join hands, return to own places, and back again to the top without separating; the top couples crossing separately at the same time outside the second couples.  Top couples then join hands, and all return to their own places, second couples separating to allow the others to pass between them.
Lady and gentleman in the centre of each line join hands, giving their disengaged hands to their two vis-a-vis.  All four half round to the left, then half round back again to places.  Meantime, the outside lady and gentleman perform the same with their respective vis-a-vis, making a circle of two instead of four.  Circle of four give hands across round; change hands; round once more, and back to places.  Outside couples perform same figure in twos.  All the sets perform the figure at the same moment.
Second part. — All advance, retreat, and advance again; all the top couples passing the second couples into the next line, where they re-commence the same figure, their former vis-a-vis having passed to the top, and turned round to wait for a fresh vis-a-vis; gentleman always keeping lady at his right hand.  An entire change of places is thus effected, which is continued throughout this figure, until all the top lines have passed to the bottom, the bottom lines at the same time passing to the top; and then turning round, all go back again by the same method reversed, till all have regained their original places.  The dance may terminate here, or the last figure may be repeated, at pleasure.  […]  We extract from a contemporary the following graceful variation in the first half of this dance:
— “All advance and retire twice (hands joined).  All vis-a-vis couples chassez croisez en double, each gentleman retaining his partner’s left hand; eight galop steps (four bars); dechassez eight steps (four steps), the couple on the right of the top line passing in front of the couple on the left the first time, returning to place, passing behind.  Thus, two couples are moving to the right, and two to the left.  This is repeated.  The vis-a-vis couples do likewise at the same time.  This of course applies to all the couples, as all commence at the same time.”
La Tempete is danced to quick music, in 2/4 time.  The steps are the same as in quadrilles; varied sometimes by the introduction of the galop step, when the couples cross to each others’ places or advance into the lines of the next set.

### Немецкий (Венский) вариант (1996)
Вариант описан одним из руководителей С.-Петербургского Клуба старинного танца Евгенией Солениковой, по образцу, разысканному среди множества танцевальных номеров на фестивале народного танца, проходившего летом 1996 в австрийском Амштеттене. Запись стала основой для репетиций в клубах исторического танца не только в Петербурге, но и в других городах России.

Все танцующие разбиваются на пары, а пары — на шеренги по 4 человека (кавалеры стоят слева от своих дам). Все шеренги встают в колонну, так чтобы одна шеренга стояла лицом в конец колонны, следующая — лицом в начало, третья снова лицом в конец, четвёртая снова лицом в начало и т. д. Таким образом, у каждой пары есть партнеры визави (напротив) и пара, стоящая рядом.
1 часть 

Такты 1-4: Пары, стоящие друг напротив друга сходятся.

Такты 5-8: Расходятся.

Такты 9-16: Деми-шен дам в парах визави.

Такты 17-32: Повторение счетов 1-16.

2 часть

Такты 1-8: Пары, стоящие в одном ряду, меняются местами. Пара, стоявшая справа, проходит впереди. Танцующие двигаются мелким медленным галопом.

Такты 9-16: Пары возвращаются на свои места. Та пара, что шла спереди, теперь проходит сзади.

Такты 17-24: Мулине в четвеках правыми руками (танцуется с парой визави).

Такты 25-32: Мулине в четверках левыми руками.

3 часть

Такты 1-16: Мулине всех четырёх пар: дамы протягивают в центр правые руки, а левыми берут под руку кавалеров.

Такты 17-32: Мулине всех четырёх пар: кавалеры протягивают в центр левые руки, а правые по-прежнему поданы дамам.

4 часть

Такты 1-8: В четверках с парами визави все берутся за руки и проходят полкруга по часовой стрелке.

Такты 9-16: Деми-шен англезе с парой визави.

Такты 17-20: Пары, стоящие друг напротив друга, сходятся.

Такты 21-24: Расходятся.

Такты 25-32: Пары, стоящие спиной к голове колонны поднимают руки <воротиками> и двигаются навстречу парам визави, пропуская их под поднятыми руками и проходя на их место. Пары визави проходят под воротиками и проходят на место своих партнеров.
Танец повторяется с новыми партнерами. Когда шеренга доходит до конца колонны, то танцующие в ней пропускают одно проведение, во время которого каждая пара поворачивается вокруг своей оси (так, чтобы кавалер по-прежнему находился слева от дамы).
— Ивановский «Тампет», сайт Школы исторического танца «Вилланелла»

### Современный «Русский тампет» (2012)
Хореограф «Ассоциации исторического танца» Дмитрий Филимонов предложил интерпретацию тампета на 64 такта, основанную на анализе наиболее авторитетных источников:

Схема танца:
Исходное положение: четвёрки стоят в колонну.
[Если общее количество пар не делится на 8, нечётная линия становится лицом к последней линии последней группы]

Д↓ К↓ Д↓ К↓

К↑ Д↑ К↑ Д↑

Д↓ К↓ Д↓ К↓

К↑ Д↑ К↑ Д↑

К↑ Д↑ К↑ Д↑ — нечётная линия
Первая фигура (Balancé et tour des mains):
Такты 1-4: Баланс на 2 demi-contretemps вперёд и назад.

Такты 5-8: Смена мест за обе руки по часовой стрелке.

Такты 9-16: Повтор тактов 1-8, оборот в другую сторону.
Вторая фигура (Chassé croisé):
Такты 17-22: Chassé croisé парами, проведение боком на шаге тампета, левая пара проходит сзади.

Такты 23-24: Balancé на pas de rigaudon.

Такты 25-32: Повторение в обратную сторону, правая пара в каждой четвёрке проходит сзади.
Третья фигура (Moulinet):
Такты 33-40: Внутренняя четвёрка мулине правыми руками, пары по краям турдеман за правую руку на шагах тампета.

Такты 41-48: Повтор левыми руками.
Четвёртая фигура (Traversé et passé):
Такты 49-52: Траверсе за правую руку (или правыми плечами) с визави на шаге тампета.

Такты 53-56: Траверсе обратно за правую руку (или правыми плечами) на шаге тампета.

Такты 57-64: Полтора оборота за левую руку с визави на шаге тампета.
Используемые шаги:
Шаг тампетовый: прыжок вперёд(вбок) на правую ногу, топнуть левой, подскакивая на правой, приземлиться на правую (раз-и-два). Больше всего напоминает что-то среднее между народным падебаском вперед и плохо исполняемым шассе. Топать лучше всего носочком и по третьей позиции, кавалеры могут в конце музыкальной фразы делать чуть акцентированее, притаптывая каблуками.
Demi-contretemps: шаг в четвёртую, отбивка сзади в ку-де-пье и шаг чуть далее, чем в пятую вперед (раз-и-два), потом ассамбле-тандю-купе правой ногой в той же ритмике, повторить всё назад с левой.
Pas de rigaudon: ассамбле-тандю-купе (раз-и-два), асамбле и шанжман (раз-два).
— Филимонов Д. «Контрдансы XIX века: Русский тампет»

## Внешние видеоссылки
- Тампет. Бальный вечер, организованный реконструкторами исторического танца, любительская съёмка. Похоже на вариант Д. Филимонова: видео на Youtube
- Тампет. Конкурсный № 10 на Федеральном фестивале народного танца «Исторические корни нашего танца», Амштеттен, 26 мая 1996 (Österreichisches Bundesvolkstanztreffen 1996, NÖ, Die historischen Wurzeln unserer Tänze, Amstetten, 26.5.1996), послуживший основой для записи Е. Солениковой: при нажатии начнётся загрузка видеофайла с расширением «.wmv» размером 15,7 Мб.